# Wieniec-Zdrój
Wieniec-Zdrój (dawn. Zdrojowisko-Wieniec) – osada uzdrowiskowa w województwie kujawsko-pomorskim, powiecie włocławskim, gminie Brześć Kujawski. Współtworzy sołectwo Wieniec-Zalesie.

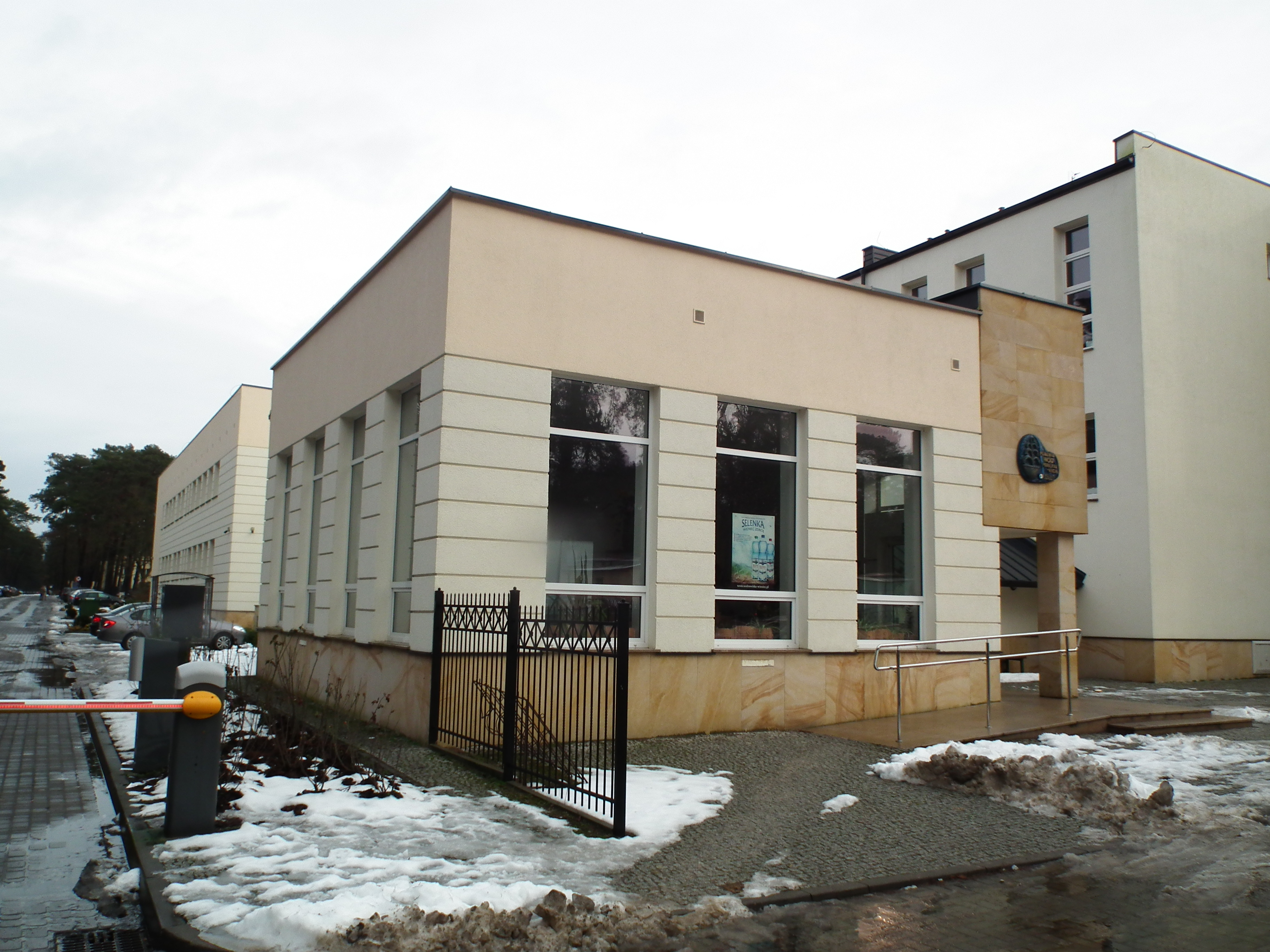
Pijalnia wód mineralnych

W okolicy Wieńca-Zdroju rosną lasy sosnowe o podszycie z przewagą jałowców. Miejscowość ulokowana jest 4 km na zachód od zwartej zabudowy Włocławka. Leczą się tu pacjenci z chorobami ortopedyczno-urazowymi, układu nerwowego, reumatologicznymi, kardiologicznymi, dolnych dróg oddechowych, osteoporozą, nadciśnieniem. W uzdrowisku wydobywa się lecznicze wody siarczanowo-chlorkowo wapniowo-sodowe (złoża odkryte w latach 1898-1905, eksploatowane od 1909), siarczkowe o mineralizacji 3,5 g/dm³ oraz borowiny.
Na terenie uzdrowiska znajdują się 2 szpitale, 5 sanatoriów, przychodnia uzdrowiskowa z 3 poradniami oraz zakład przyrodoleczniczy z pijalnią wody.
W uzdrowisku znajdują się między innymi: kościół pw. Miłosierdzia Bożego (z 2009 r.), dom i kaplica Zgromadzenia Sióstr Miłosierdzia św. Wincentego a’Paulo, Park Zdrojowy (z lat 1923–1927), pijalnia wód mineralnych, rozlewnia wody mineralnej "Selenka".
Miejscowość graniczy z Wieńcem-Zalesie, wsią, w której znaleźć można m.in. pomnik przyrody – Dąb Siostry Amelii oraz pole golfowe. Nieopodal Wieńca-Zdroju, w Mazurach, znajduje się pomnik poświęcony pamięci 9 Polaków, zamordowanych przez Niemców w 1945 roku.
Według danych z powszechnego spisu ludności 30 września 1921 r. w osadzie Źródło-Wieniec zamieszkiwały 3 osoby.